# Herkules und Minerva (Schlossplatz Stuttgart)

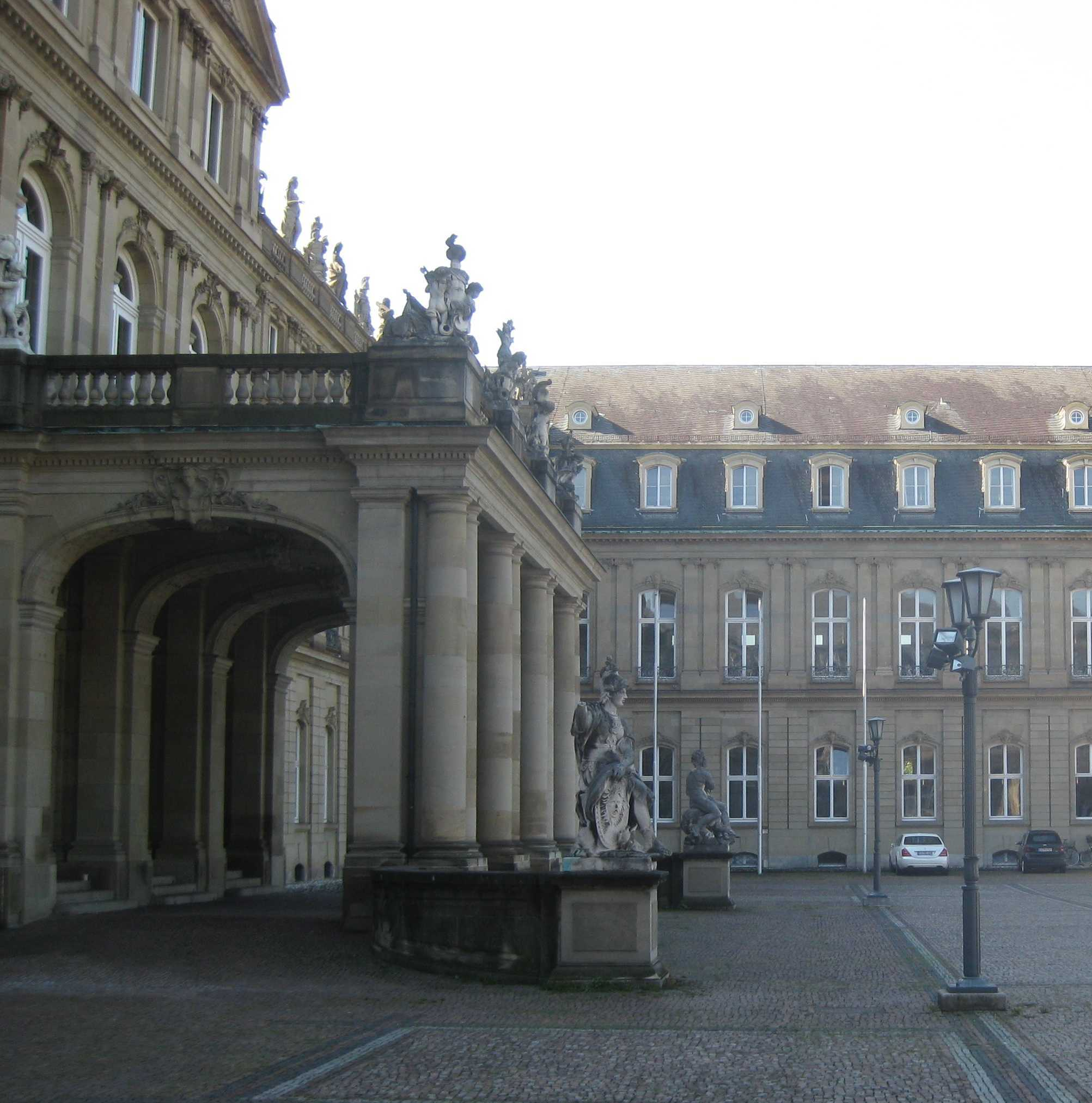
Portikusvorbau des Neuen Schlosses in Stuttgart mit den Standbildern von Herkules (hinten) und Minerva.

Herkules und Minerva sind zwei kolossale Standbilder, die auf Steinpostamenten den Eingangsportikus des Hauptflügels des Neuen Schlosses in Stuttgart flankieren. 1759 schuf Pierre François Lejeune, der Erste Bildhauer des württembergischen Herzogs Carl Eugen, diese Standbilder des göttlichen Helden Herkules und der Göttin Minerva.

## Lage

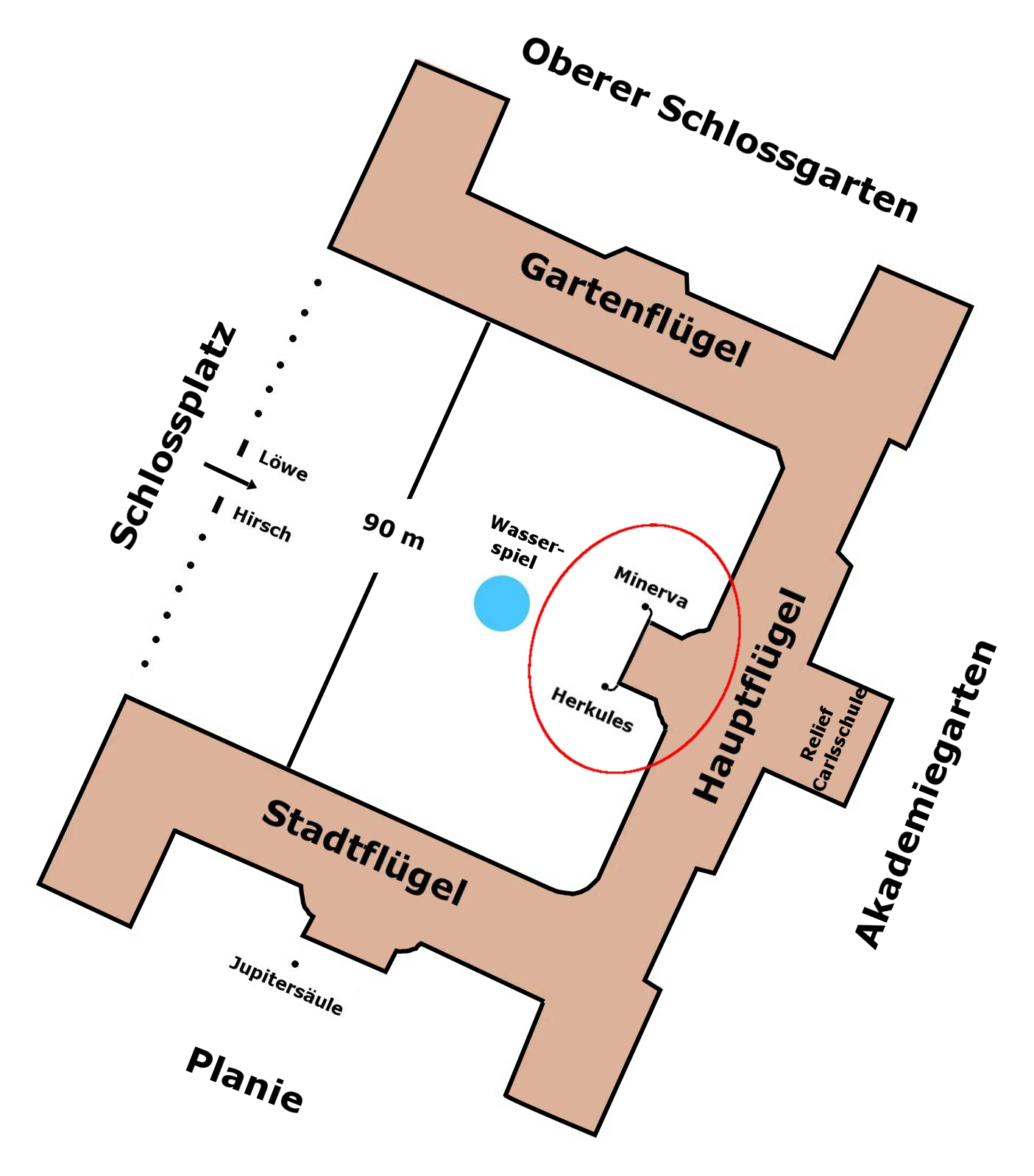
Neues Schloss Stuttgart, Schemagrundriss.

Ein 14 Meter breiter Portikusvorbau bildet den Eingang und die Auffahrtsrampe zum Hauptflügel des Neuen Schlosses (Corps de Logis). Er wird von den überlebensgroßen Figuren der antiken Gottheiten Minerva und Herkules flankiert.

## Sockel
Der Vorbau stützt sich an der Vorderseite auf vier Doppelsäulen. Die Sockel der äußeren Säulen gehen in Brüstungsmauern über, die sich wie Arme ebenerdig in einem Viertelkreis zum Schlossplatz hin öffnen. Die Enden der Mauern sind mit den Sandsteinsockeln der beiden Götterfiguren verbunden. Die würfelförmigen Sockel mit profilierter Grund- und Deckplatte tragen an den drei freien Seiten rechteckige Relieftafeln mit einem flächenfüllenden Muster verschlungener Kettenbänder. Sie nehmen damit das Reliefmuster der Brüstungsmauern und der Säulensockel des Portikus wieder auf. Die Götterstandbilder werden von zwei schlanken, zweiarmigen Kandelabern flankiert, die diagonal nach vorn versetzt sind.

## Standbilder
Die überlebensgroßen Götterfiguren schuf 1759 der belgische Bildhauer Pierre François Lejeune (1721–1790), der 1753 von Herzog Carl Eugen nach Stuttgart berufen wurde und als Premier Sculpteur (Erster Bildhauer) maßgeblich die bildnerische Ausgestaltung der herzoglichen Bauten bestimmte. Die Figurengruppe vereint den göttlichen Helden Herkules, den Sohn des Zeus und einer Sterblichen, mit der Göttin Minerva, seiner Halbschwester und Beschützerin. Im Rahmen des Figurenprogramms des Schlosses, das der Darstellung des Fürsten und seines Landes gewidmet ist, personifizieren die Götter die wichtigsten Fürstentugenden Stärke und Strategie. 
Die als Sitzfiguren gestalteten Sandsteinfiguren ruhen auf dicken quadratischen Plinthen. Die Figuren wenden sich frontal den Besuchern zu, die sich über den Schlossplatz zum Schloss begeben.
Die Plinthe des Herkules trägt die Bezeichnung: „Nach dem Original von P. F. Lejeune / erneuert von Bildhauer A. Göckle i. J. 1909“. Nach Frank Thomas Lang wurden beide Standbilder durch Kopien ersetzt, in welchem Jahr, gibt er nicht an. Die Statuen blieben von den Zerstörungen des Zweiten Weltkriegs bis auf die Köpfe im Wesentlichen erhalten.
| → Historische Fotos |
| - Mitteltrakt des Hauptflügels, 1889. - Mitteltrakt des Hauptflügels, 1956 (vor dem Wiederaufbau des Neuen Schlosses). |

### Minerva
Lejeune lehnte sich bei der Gestaltung der Minerva (der griechischen Athene) an das Vorbild der Athena Parthenos an, die Athene-Statue des Phidias im Parthenon-Tempel in Athen. Diese ist zwar verlorengegangen, ihr Aussehen wurde aber durch Repliken und Beschreibungen überliefert. 
Die sitzende, streitbare Göttin trägt einen kurzärmeligen Harnisch mit einem Medusenkopf auf der Brust, dazu ein faltenreiches Gewand, das den Unterkörper bedeckt, aber das rechte Bein bis zum Knie freilässt, und an den Füßen römische Schnürsandalen. Als Kopfbedeckung dient ihr ein Helm mit einer Sphinxfigur über dem Scheitel und Greifenreliefs an den Seiten. Mit dem linken Arm greift sie nach dem aufrecht am Boden stehenden Ägisschild zu ihrer Rechten, der das schlangenumkränzte Haupt der Medusa trägt. Bei dem Schild steht eine Eule als Symbol der Göttin der Weisheit. Die jetzt amputierte rechte Hand umschloss ursprünglich die heute verlorene Lanze der Minerva.

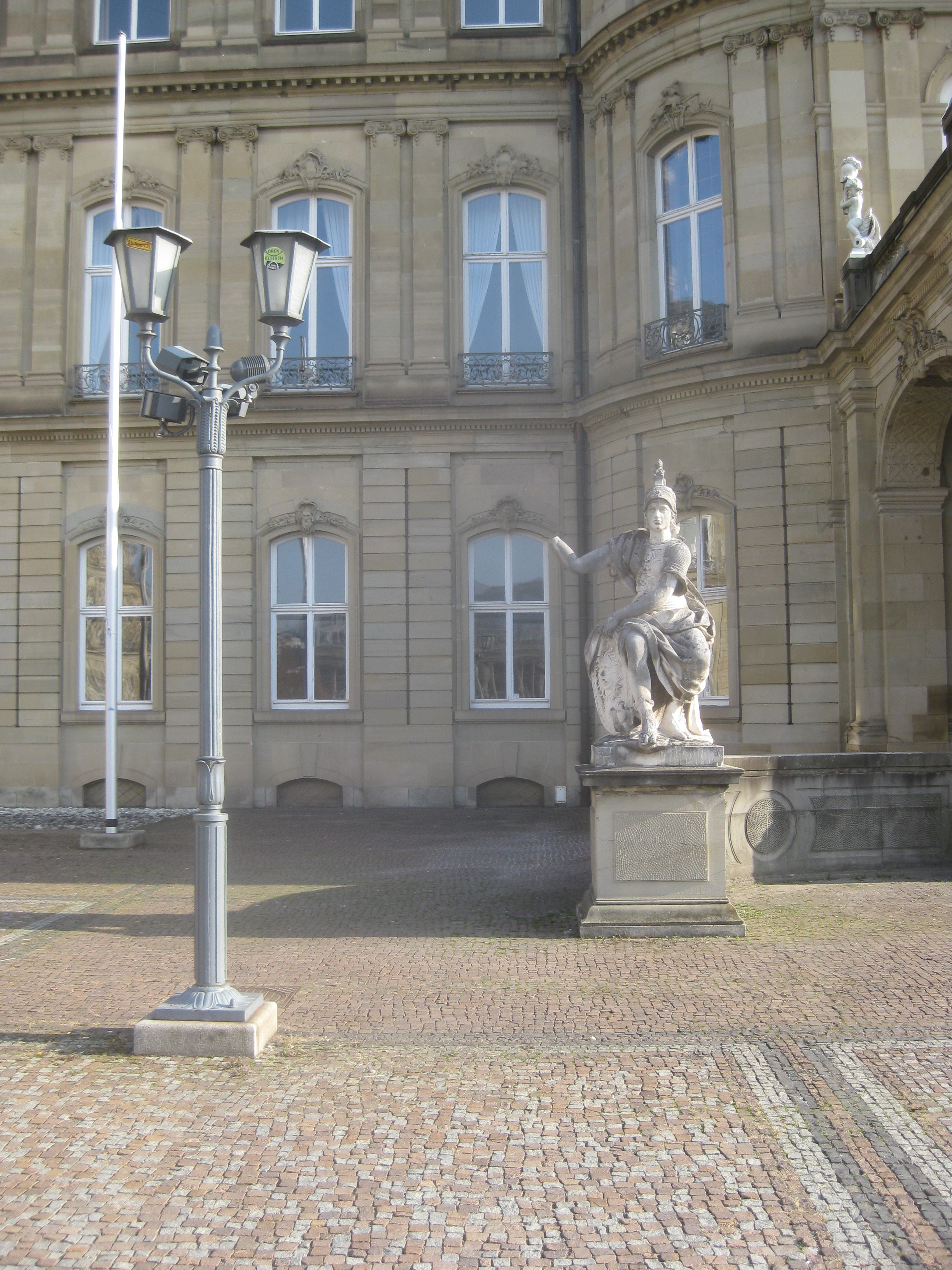
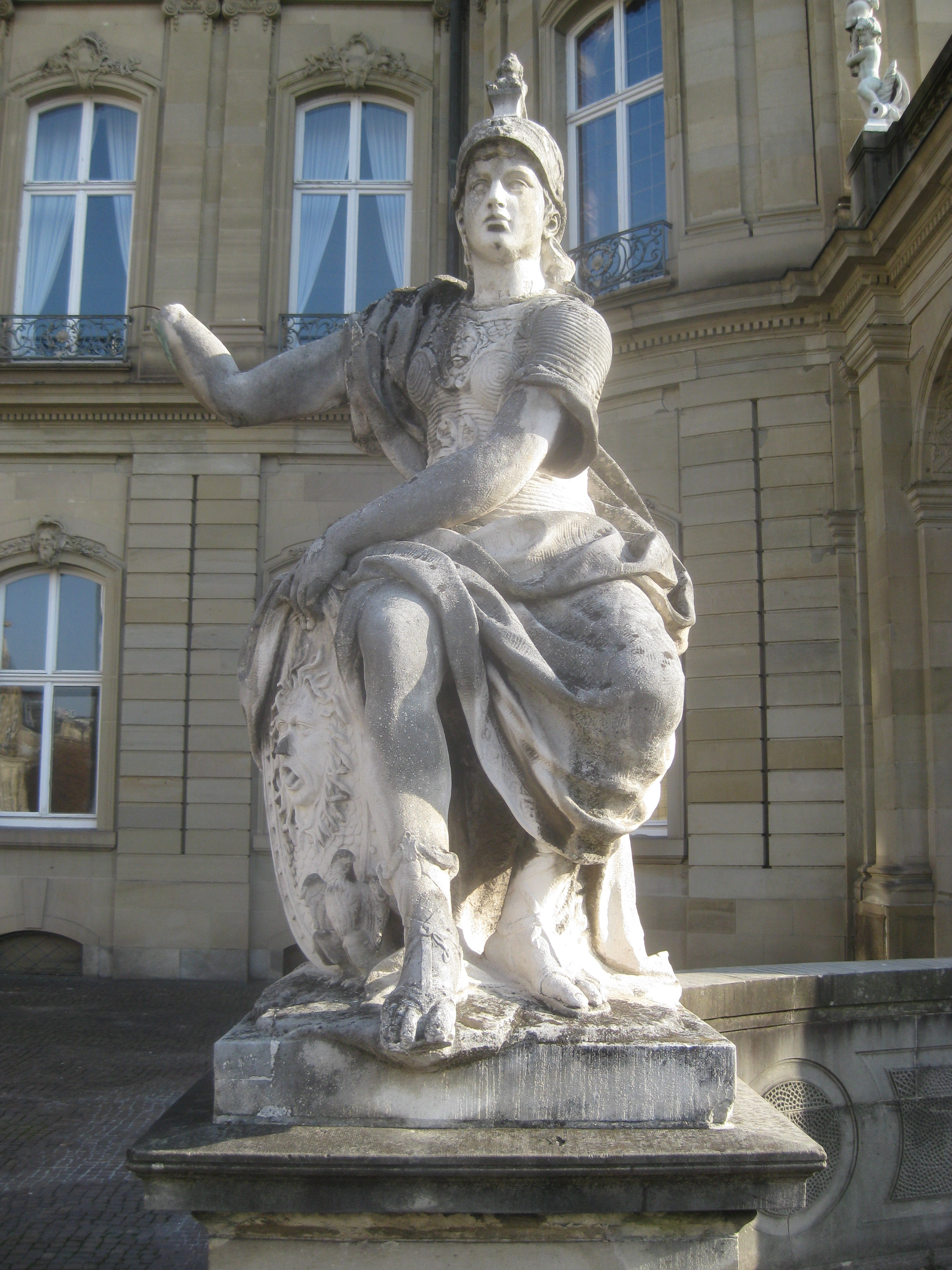
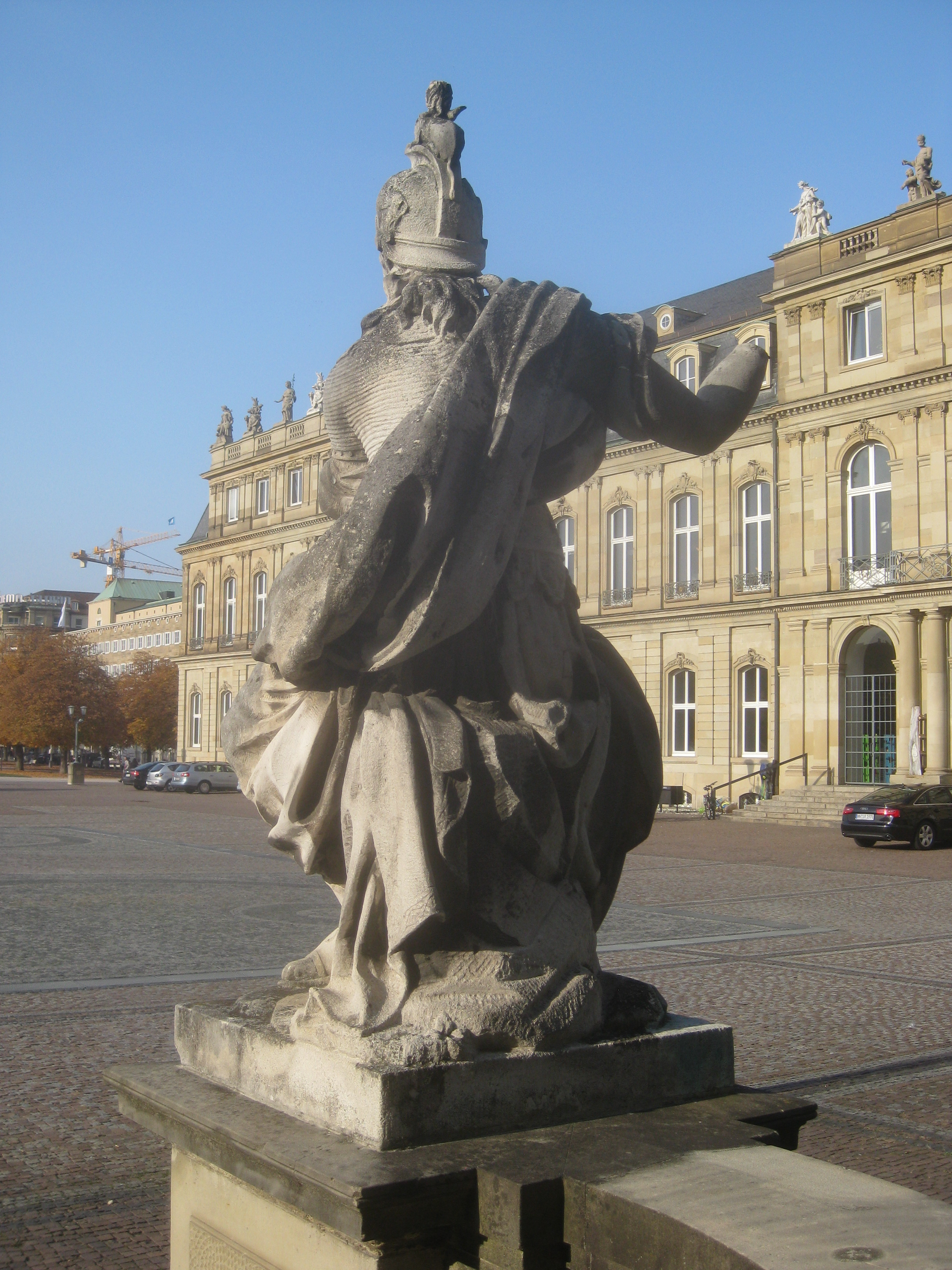

### Herkules
Herkules, ein vierschrötiger, kraftstrotzender Mann in mittleren Jahren, mit reichem Lockenschopf und gelocktem Vollbart, thront auf dem Rücken der Hydra, eines fetten, delphinhaften Ungeheuers mit sieben Köpfen und einem Echsenschwanz. Der Held stützt sich mit beiden Armen auf seine mächtige Keule, den Blick seitwärts zum Himmel gewendet, und zerquetscht mit seinem linken Fuß einen Kopf der Hydra. Über seinem linken Arm liegt das Fell des Nemeischen Löwen samt Kopf zum Zeichen seiner erfolgreich vollbrachten ersten Heldenarbeit. Das Fell bedeckt gleichzeitig die Scham des im Übrigen unbekleideten Helden. 
Das Standbild zeigt eine Momentaufnahme von Herkules’ heroischem Kampf mit der Hydra, seiner zweiten Heldenarbeit. Während die meisten Künstler Herkules stehend und Aug’ in Aug’ mit dem Ungeheuer darstellten, wählte Lejeune die sitzende Position des Bezwingers, aus der es umso leichter fällt, der Hydra die Köpfe abzuschlagen. (Vielleicht entschied sich Lejeune für die sitzende Position auch aus Gründen der Statik und in Analogie zur thronenden Haltung der Minerva.) Man ist unschlüssig, ob der Held vorübergehend ermattet ist und ob sein Blick zum Himmel seine Ratlosigkeit ausdrückt, wie er weiter mit der Hydra verfahren soll. Jedenfalls wird er ihr alsbald die sterblichen Köpfe und dann den unsterblichen Kopf abschlagen, mit der Fackel die enthaupteten Hälse ausbrennen und damit die Vernichtung der Hydra besiegeln. 

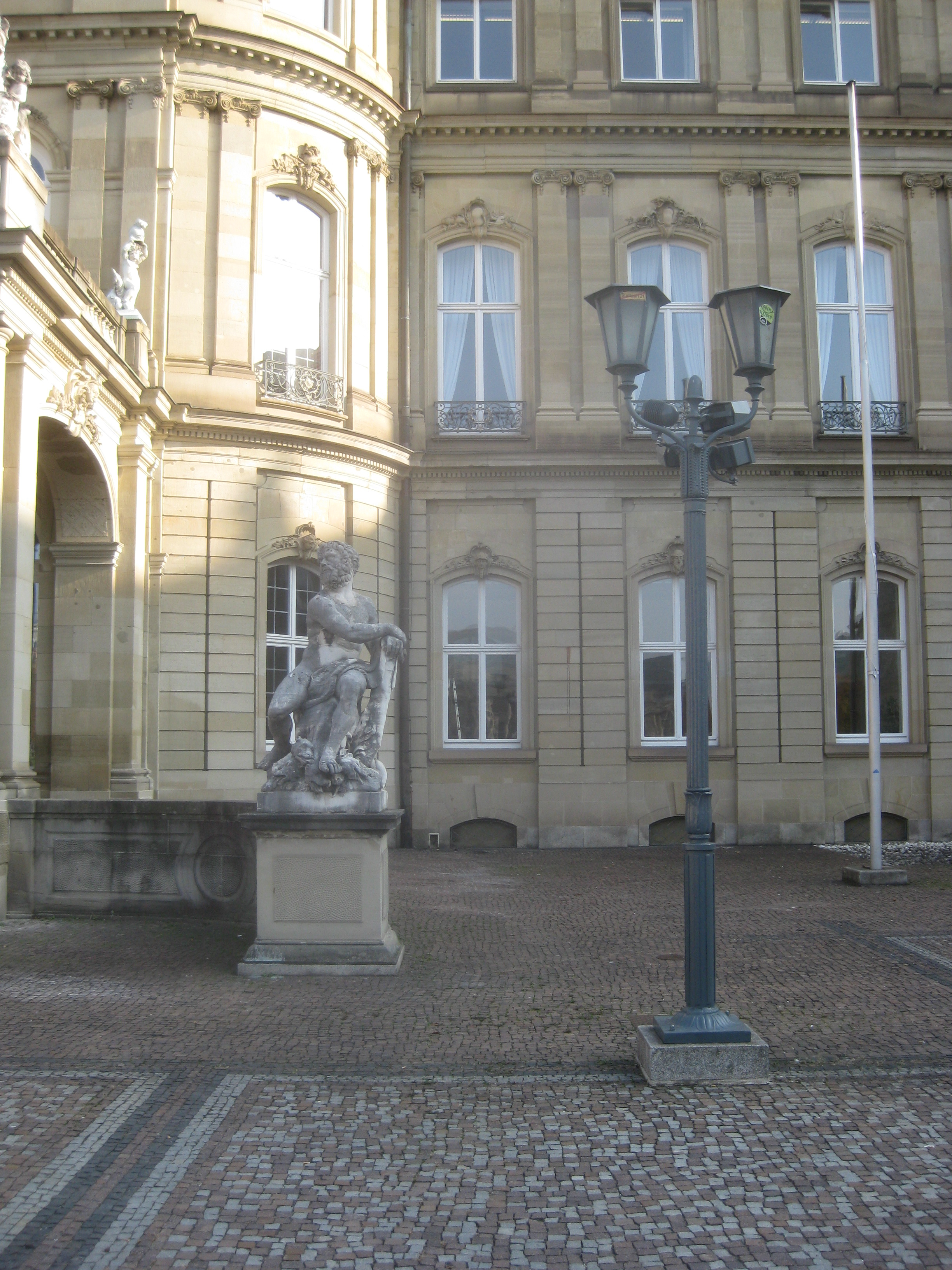
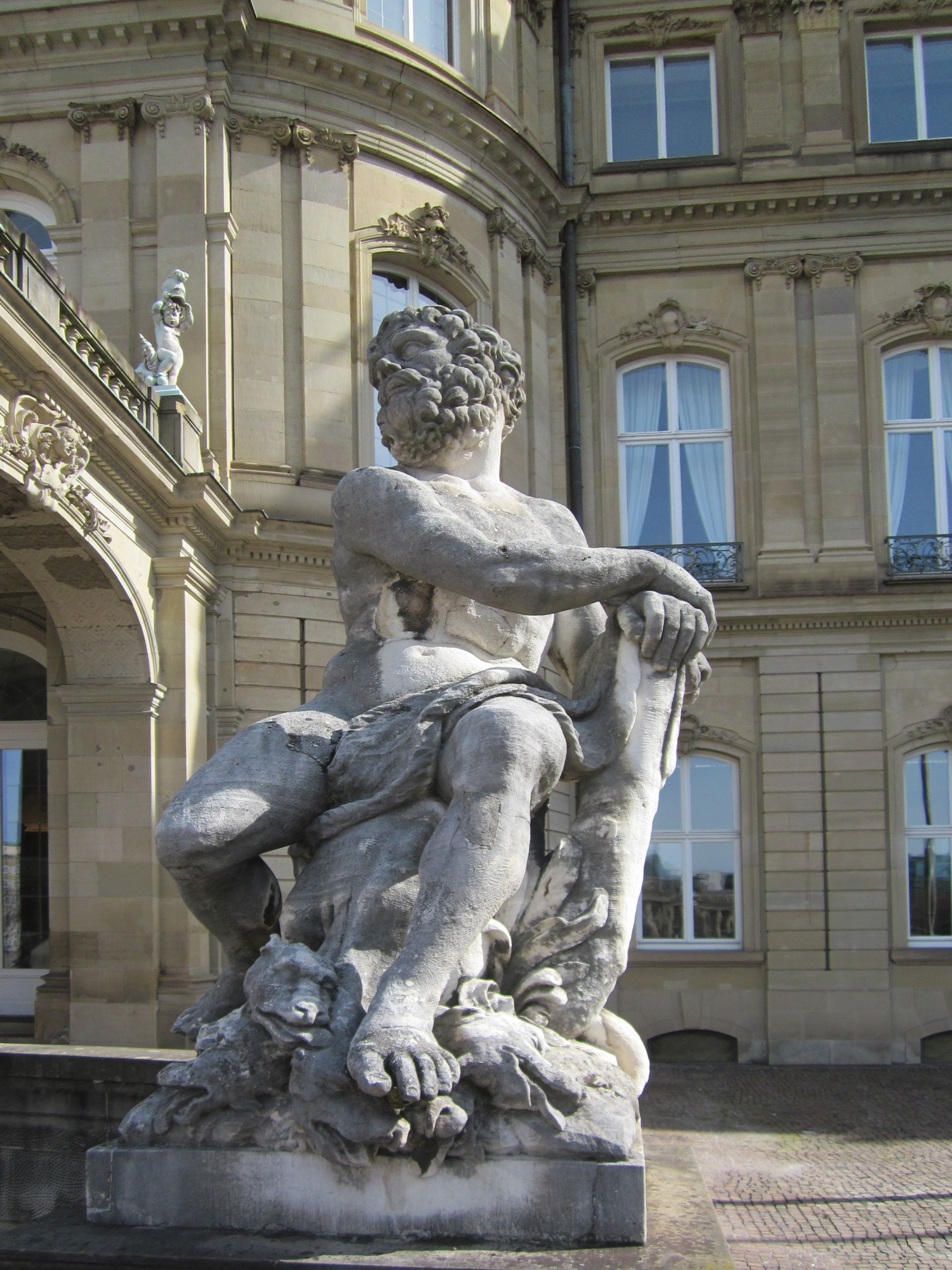
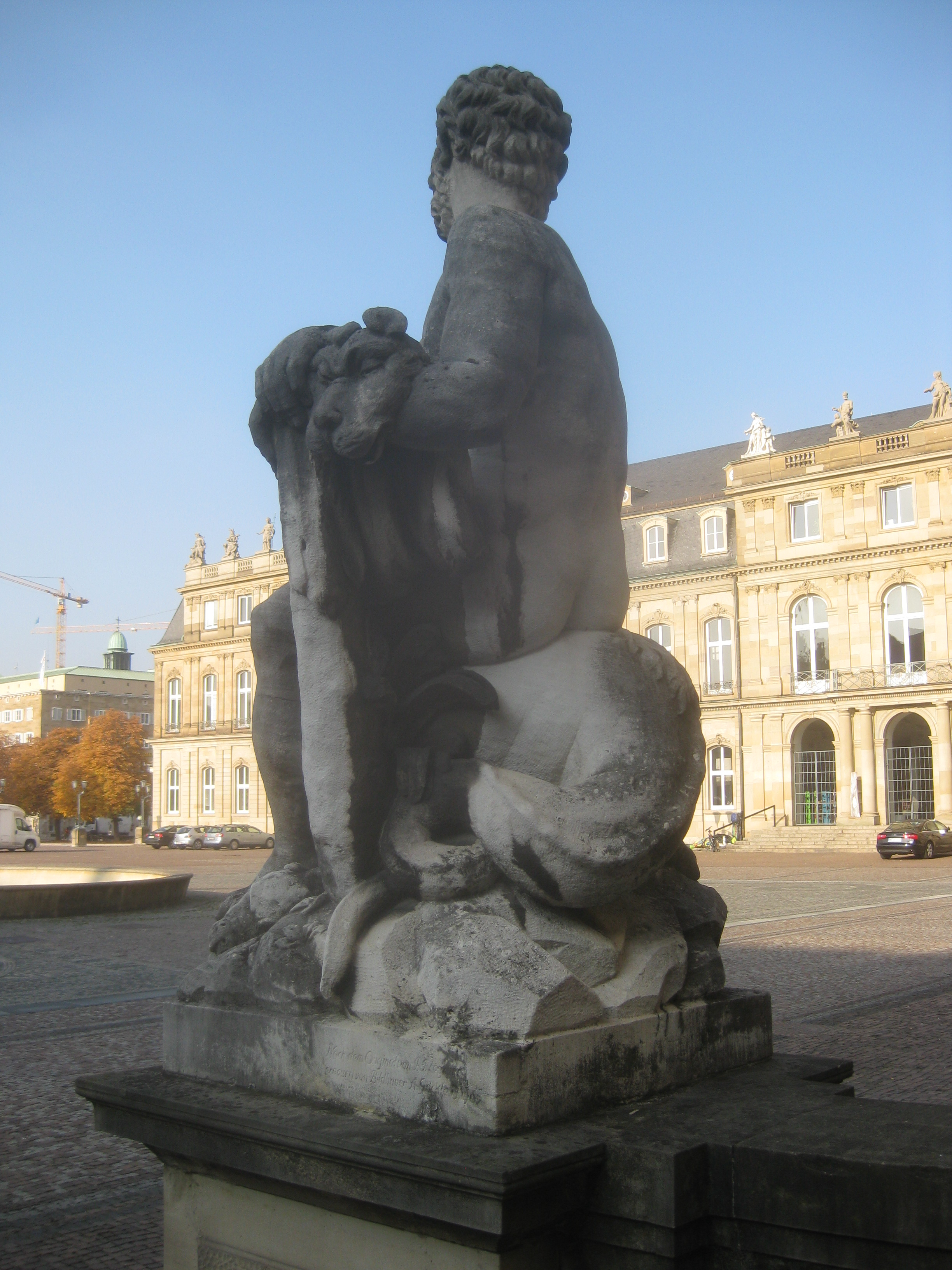